# Iglesia de Nuestra Señora de las Nieves (Taganana)
La iglesia de Nuestra Señora de las Nieves de Taganana, en el término municipal de Santa Cruz de Tenerife, isla de Tenerife (Canarias, España) es un templo católico cuyo origen se remonta al siglo XVI. 
El templo actual se levanta sobre una primera ermita construida hacia la primera década del siglo XVI, aproximadamente en 1505. En 1512 se reedifica con mejores materiales, construyéndose a lo largo del siglo XVII las naves laterales de Nuestra Señora del Rosario y del Santísimo Sacramento. En 1728 se concluye la iglesia actual al construirse la capilla mayor.
Es la sede de la parroquia de Taganana, una de las primeras fundadas en la isla tras la Conquista, pues data como sede parroquial desde 1515. La parroquia comprende las localidades de Taganana, Almáciga y Punta de Anaga, si bien hasta mediados del siglo XX abarcaba también los caseríos de Taborno, Catalanes, Roque Negro, Casas de La Cumbre y Afur.

## Características
Ocupa el extremo meridional de la plaza de Nuestra Señora de las Nieves y presenta una planta rectangular organizada en tres naves. Sus muros son gruesos, de mampostería, con empleo de sillares de toba roja (propia de la zona) en las esquinas. La fachada meridional va decreciendo en altura como consecuencia del desnivel del terreno, que se pone de manifiesto en la inclinación de la calle del Canónigo Luis Negrín. La esquina septentrional de la fachada principal presenta una espadaña en cantería roja (con aspiración de torre modesta), rematada por sendos lienzos en ángulo recto, con tres arcos de medio punto que acogen las campanas. En el lado opuesto se aprecia un intento de construir una espadaña similar, que quedó inacabada.
La portada principal aparece delimitada por un arco de cantería de toba roja, sobre la que se abre un sencillo óculo acristalado; mientras que en la fachada norte existe otra puerta de características similares, junto a tres ventanas. La cubierta se logra mediante un sistema de teja curva a dos aguas en cada una de las naves.
El interior se organiza en tres naves separadas por arcos de medio punto apeados sobre columnas de orden toscano de cantería roja. Cada una de las naves se prolonga en la cabecera mediante otras tantas capillas y sus correspondientes retablos, destacando el de la capilla mayor que acoge la imagen epónima del templo. A los pies de la nave principal existe un coro alto. Cada una de las naves aparece cubierta por un artesonado de par y nudillo.

## Virgen de las Nieves
La imagen de madera de la Virgen de las Nieves venerada en Taganana apareció antes de 1506 en una playa cercana, probablemente abandonada por un galeón, y fue encontrada por uno de los fundadores de este lugar llamado Gregorio Tabordo. Más tarde se construye la iglesia para custodiar la imagen.
La imagen es de candelero para vestir y se encuentra en el altar mayor del templo, enmarcada en un sol de ráfagas y la media luna a sus pies. La patrona tagananera mira de frente con el niño Jesús en su brazo izquierdo. Generalmente está cubierta de mantos blancos de tela, aunque también posee mantos de otros colores. El Niño Jesús es de finales del siglo XIX y principios del XX, lleva en una mano al mundo coronado con una cruz y en la otra mano un pequeño pájaro. 
La Fiestas de la Virgen de las Nieves se celebran en el mes de agosto y entre los actos religiosos destacan las "bajadas" de la imagen del Altar Mayor y las posteriores "subidas" al mismo. Durante este acto el trono de plata de la Virgen (un espectacular baldaquino con sol de ráfagas y media luna) baja lentamente por un sistema mecánico mientras los fieles cantan letanías y le rezan a la Virgen. Hay tres procesiones de la imagen; el 4 de agosto en la víspera por la noche, realizándose la exhibición de fuegos artificiales, el 5 de agosto que es el día principal por el mediodía tras la eucaristía, y el 15 de agosto (octava) de nuevo por el mediodía.

## Bien de Interés Cultural

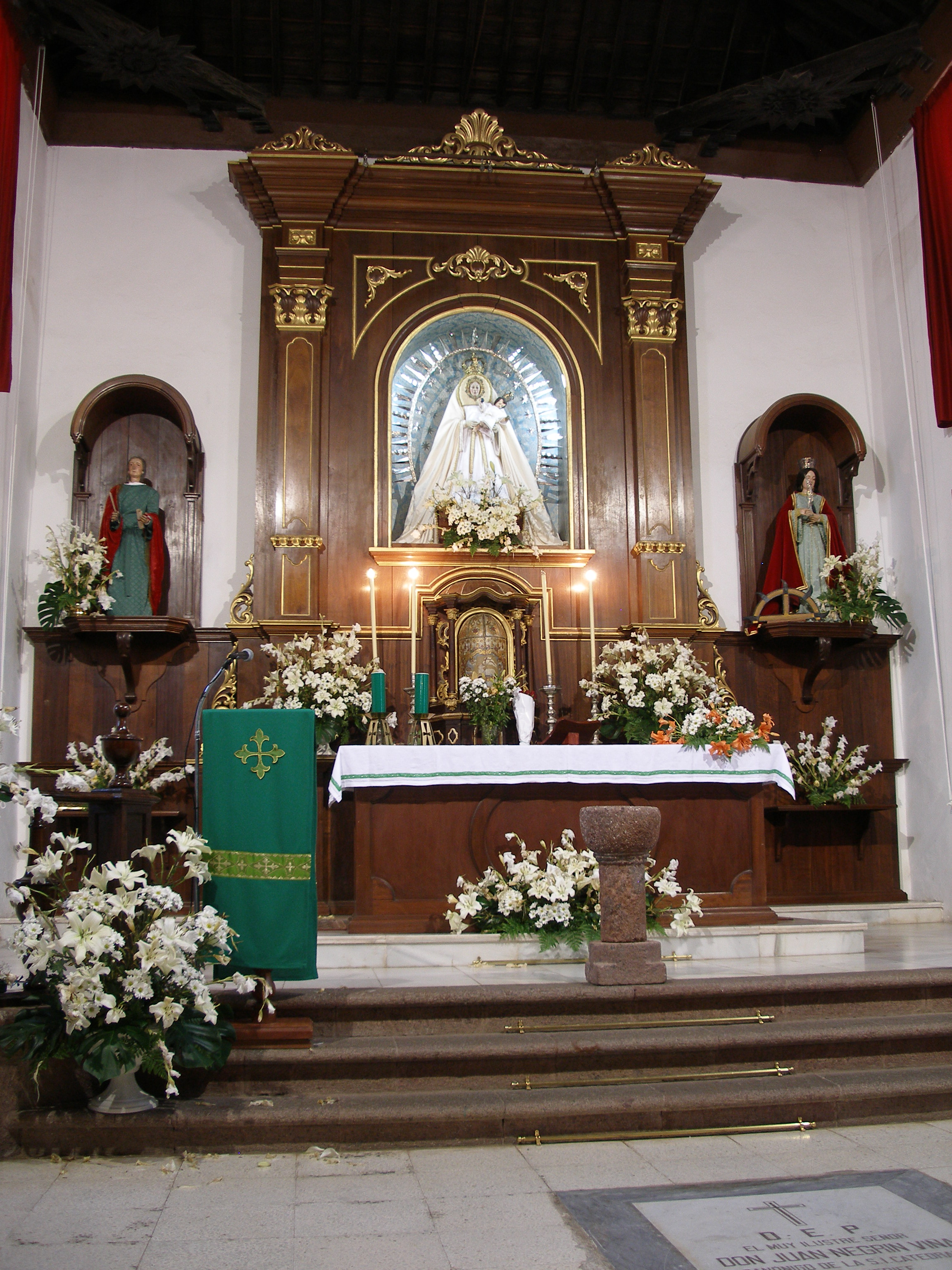
Altar mayor de la iglesia, con la imagen de la Virgen de las Nieves, patrona de Taganana.

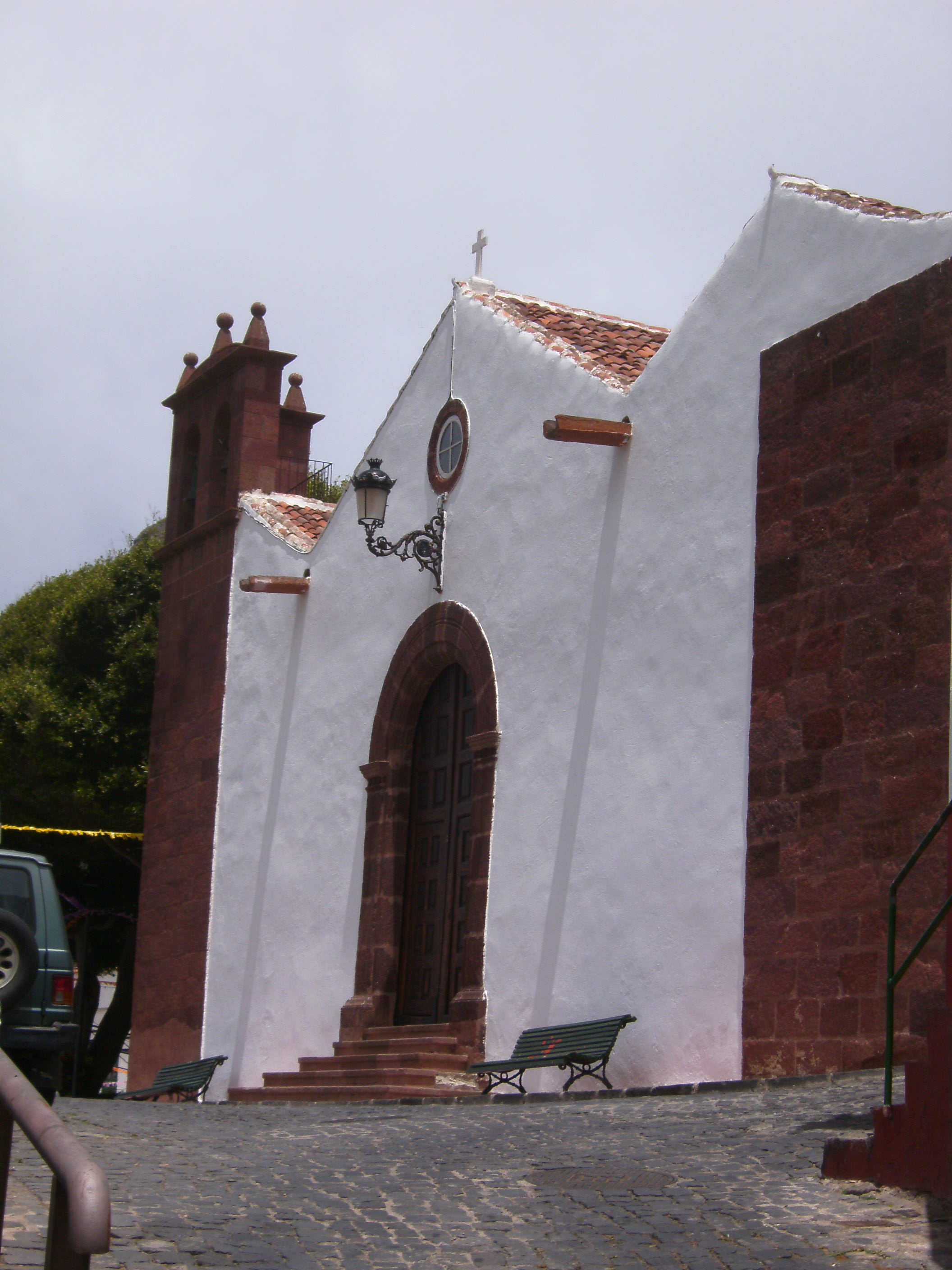
Fachada principal.

Iniciados los trámites en 1986, finalmente la iglesia y su entorno fueron declarados Bien de Interés Cultural en el año 2006. El entorno de protección se corresponde
con un polígono irregular, cuyo margen occidental coincide con el borde exterior de la calle que, por el oeste, delimita la plaza de Nuestra Señora de las Nieves y que linda con el barranco de la Iglesia. El perímetro sur discurre por la línea de inmuebles de la calle Canónigo Juan Negrín hasta la casa n.º 1 del Camino El Lomo, cuya parcela queda incluida totalmente en el entorno de protección. El límite oriental abarca la totalidad de los inmuebles que miran a la Plaza. Finalmente, el límite sur coincide con la ermita de Santa Catalina y los inmuebles que la rodean, así como los tramos de la calle Cuestecilla y del callejón Plaza Virgen de las Nieves situados entre ellos.
El BIC incluye además una serie de bienes vinculados al monumento. Estos son:
- Virgen de las Nieves, escultura de vestir, siglo XVI, autor anónimo.
- San Juan Bautista, escultura de vestir, siglo XVII, autor anónimo.
- Santa Catalina, escultura de vestir, siglo XVII, autor anónimo.
- Manifestador, siglo XIX, autor anónimo.
- Pila bautismal, siglos XVI-XVII.
- Nazareno, escultura de vestir, siglo XVIII, autor anónimo.
- Nuestra señora de los Dolores, escultura de vestir, siglo XVIII, autor anónimo.
- La Magdalena, escultura de vestir, finales del XIX, principios del XX, autor anónimo.
- Niño Manuel, escultura de bulto redondo, finales del XVII, principios del XVIII, autor anónimo.
- Retablo del Nazareno, siglo XVIII, autor anónimo.
- Cristo difunto, escultura de bulto redondo (articulado), finales del XIX, principios del XX, autor anónimo.
- Nuestra Señora del Rosario, escultura de vestir, del siglo XVII, autor anónimo.
- San Francisco, escultura de bulto redondo, del siglo XVII, autor anónimo.
- Sagrario, banco del Retablo del Rosario, siglos XVII-XVII.
- San José, escultura de vestir, siglos XVII-XVIII, autor anónimo.
- Adoración de los Reyes, tríptico flamenco, óleo sobre tabla, siglo XVI. Autor: Marcellus Coffermans.
- Crucificado (Cristo del Naufragio), escultura de bulto redondo, finales del XIX y principios del XX, autor anónimo.
- Inmaculada, escultura de bulto redondo, finales del XIX, principios del XX, autor anónimo.
- Virgen del Carmen, escultura de vestir, siglo XVII, autor anónimo.
- Sillas, tres, siglo XVIII-XIX.
- Andas de la Virgen de las Nieves, siglo XVII, autor anónimo.
- Seis candelabros de plata, siglo XVIII.
- Lámpara de plata repujada.
- Corona de la Virgen del Rosario, origen cubano, siglo XVII, plata.
- Cruces de plata (dos), siglo XVII.
- Cáliz de Plata, siglo XVII, origen mexicano.
- Cáliz de plata donado por Mateo González Grillo, 1975, origen cubano.
- Custodia de plata sobredorada, Guatemala, siglo XVIII, antiguamente perteneció al convento dominico de La Orotava.
- Custodia de plata sobredorada, Autor: Gaspar Sánchez, La Laguna, siglo XVIII.
- Atriles de plata repujada (dos), sobre armazón de madera, siglo XVIII.
- Cruz procesional de plata tallada y repujada, siglo XVIII.

## Otros datos
- La Iglesia de Nuestra Señora de las Nieves de Taganana se encuentra hermanada con el Real Santuario Insular de Nuestra Señora de las Nieves en La Palma.[1]